# Ulla Wadell
Ulla Gunborg Svensdotter Nordenskjöld-Wadell, född Nordenskjöld 4 augusti 1930 i Malmö, död 3 maj 2024 i Båstad, var en svensk jurist.
Ulla Wadell blev jur.kand. 1956, gjorde tingstjänstgöring 1957–1959 och utnämndes till kammarrättsfiskal 1961 samt till assessor 1967. Hon var regeringsrättssekreterare 1970–1971, utnämndes till kammarrättsråd 1972, tjänstgjorde i Finansdepartementet 1973–1975 och var skattedirektör vid Riksskatteverket 1975–1981. Ulla Wadell var kammarrättslagman i Kammarrätten i Stockholm 1981–1983 och  regeringsråd 1983–1997.